# Premis Oscar de 1968
Els Premis Oscar de 1968 (en anglès: 41st Academy Awards) foren presentats el 14 d'abril de 1969 en una cerimònia realitzada al Dorothy Chandler Pavilion de Los Angeles, sent la primera vegada que es realitzava en aquesta seu.
Per primera vegada, des de l'edició de 1938 no hi hagué presentador.

## Curiositats
La pel·lícula més nominada de la nit fou Oliver! de Carol Reed amb onze nominacions, i fou també la guanyadora amb cinc premis competitius i un honorífic. Aquesta fou l'última pel·lícula britànica en guanyar el premi a millor pel·lícula fins a la victòria de Carros de foc el 1982 i l'últim musical fins a la victòria de Chicago el 2003.
En aquesta edició hi hagué un empatat en la categoria de millor actriu principal, esdevenint guanyadores Katherine Hepburn per The Lion in Winter i Barbra Streisand per Funny Girl, un fet que no s'ha repetit mai més. Així mateix Hepburn, amb aquesta victòria, es convertí en l'actor o actriu més guardonada de la història amb quatre estatuetes, i en el tercer actor o actriu en aconseguir dues victòries consecutives després de Luise Rainer (1936-1937) i Spencer Tracy (1937-1938).
En aquesta edició Stanley Kubrick aconseguí guanyar l'únic Oscar de la seva carrera gràcies al disseny dels efectes visuals de la pel·lícula 2001: una odissea de l'espai.
El documental guanyador de la nit fou The Young Americans de Robert Cohn i Alex Grasshoff, però el 7 de maig de 1969 fou desposseït del premi al descobrir-se que havia estat realitzat el 1967 i era, per tant, inelegible com a candidat. El 8 de maig fou guardonat el documental Journey Into Self de Bill McGaw.
En aquesta edició no s'atorgà el premi als millors efectes de so.

## Premis
| Millor pel·lícula | Millor director |
| --- | --- |
| - Oliver! (John Woolf per Columbia Pictures) - Funny Girl (Ray Stark per Rastar i Columbia Pictures) - The Lion in Winter (Joseph E. Levine, Jane C. Nusbaum i Martin Poll per Embassy Pictures) - Rachel, Rachel (Paul Newman per Warner Bros.) - Romeo and Juliet (John Brabourne i Anthony Havelock-Allan per Dino de Laurentiis Cinematografica i Paramount Pictures) | - Carol Reed per Oliver! - Anthony Harvey per The Lion in Winter - Stanley Kubrick per 2001: una odissea de l'espai - Gillo Pontecorvo per La Battaglia di Algeri - Franco Zeffirelli per Romeo and Juliet |
| Millor actor | Millor actriu |
| - Cliff Robertson per Charly com a Charlie Gordon - Alan Arkin per The Heart Is a Lonely Hunter com a John Singer - Alan Bates per The Fixer com a Yakov Bok - Ron Moody per Oliver! com a Fagin - Peter O'Toole per The Lion in Winter com a Enric II d'Anglaterra | - Katharine Hepburn per The Lion in Winter com a Elionor d'Aquitània - Barbra Streisand per Funny Girl com a Fanny Brice - Patricia Neal per The Subject Was Roses com a Nettie Cleary - Vanessa Redgrave per Isadora com a Isadora Duncan - Joanne Woodward per Rachel, Rachel com a Rachel Cameron                                  |
| Millor actor secundari | Millor actriu secundària |
| - Jack Albertson per The Subject Was Roses com a John Cleary - Seymour Cassel per Faces com a Chet - Daniel Massey per Star! com a Noël Coward - Jack Wild per Oliver! com a Jack Dawkins "The Artful Dodger" - Gene Wilder per Els productors com a Leo Bloom | - Ruth Gordon per La llavor del diable com a Minnie Castevet - Lynn Carlin per Faces com a Maria Frost - Sondra Locke per The Heart Is a Lonely Hunter com a Mick Kelly - Kay Medford per Funny Girl com a Rose Stern Borach - Estelle Parsons per Rachel, Rachel com a Calla Mackie                                                  |
| Millor guió original | Millor guió adaptat |
| - Mel Brooks per Els productors - John Cassavetes per Faces - Stanley Kubrick i Arthur C. Clarke per 2001: una odissea de l'espai - Franco Solinas i Gillo Pontecorvo per La Battaglia di Algeri - Ira Wallach i Peter Ustinov per Hot Millions | - James Goldman per The Lion in Winter (sobre obra teatre pròpia) - Vernon Harris per Oliver! (sobre musical de Lionel Bart) - Roman Polanski per La llavor del diable (sobre hist. d'Ira Levin) - Neil Simon per L'estranya parella (sobre obra teatre pròpia) - Stewart Stern per Rachel, Rachel (sobre hist. de Margaret Laurence) |
| Millor pel·lícula de parla no anglesa | |
| - Guerra i pau de Sergei Bondarchuk (Unió Soviètica) - A Pál-utcai fiúk de Zoltán Fábri (Hongria) - El ball dels bombers de Miloš Forman (Txecoslovàquia) - La ragazza con la pistola de Mario Monicelli (Itàlia) - Baisers volés de François Truffaut (França) | |
| Millor banda sonora - No musical | Millor banda sonora - Cançons o adaptació |
| - John Barry per The Lion in Winter - Jerry Goldsmith per El planeta dels simis - Michel Legrand per El cas de Thomas Crown - Alex North per Les sandàlies del pescador - Lalo Schifrin per The Fox | - Johnny Green per Oliver! - Lennie Hayton per Star! - Ray Heindorf per La vall de l'arc iris - Michel Legrand (música) i Jacques Demy (lletra) per Les senyoretes de Rochefort - Walter Scharf per Funny Girl |
| Millor cançó original | Millor fotografia |
| - Michel Legrand (música); Alan i Marilyn Bergman (lletra) per El cas de Thomas Crown ("The Windmills of Your Mind") - Richard M. Sherman i Robert B. Sherman (música i lletra) per Chitty Chitty Bang Bang ("Chitty Chitty Bang Bang") - Quincy Jones (música); Bob Russell (lletra) per For Love of Ivy ("For Love of Ivy") - Jule Styne (música); Bob Merrill (lletra) per Funny Girl ("Funny Girl") - Jimmy Van Heusen (música); Sammy Cahn (lletra) per Star! ("Star!") | - Pasqualino De Santis per Romeo and Juliet - Daniel L. Fapp per Estació polar Zebra - Ernest Laszlo per Star! - Oswald Morris per Oliver! - Harry Stradling per Funny Girl |
| Millor direcció artística | Millor vestuari |
| - John Box i Terence Marsh; Vernon Dixon i Ken Muggleston per Oliver! - Mikhail Bogdanov i Gennady Myasnikov; G. Koshelev i V. Uvarov per Guerra i pau - George W. Davis i Edward Carfagno per Les sandàlies del pescador - Boris Leven; Walter M. Scott i Howard Bristol per Star! - Anthony Masters, Harry Lange i Ernie Archer per 2001: una odissea de l'espai | - Danilo Donati per Romeo and Juliet - Donald Brooks per Star! - Phyllis Dalton per Oliver! - Margaret Furse per The Lion in Winter - Morton Haack per El planeta dels simis |
| Millor muntatge | Millor so |
| - Frank P. Keller per Bullitt - Frank Bracht per L'estranya parella - Robert Swink, Maury Winetrobe i William Sands per Funny Girl - Ralph Kemplen per Oliver! - Fred Feitshans i Eve Newman per Wild in the Streets | - Oliver! (Shepperton Studio Sound Dept.) - Bullitt (Warner Bros.-Seven Arts Studio Sound Dept.) - Funny Girl (Columbia Studio Sound Dept.) - Star! (Twentieth Century-Fox Studio Sound Dept.) - La vall de l'arc iris (Warner Bros.-Seven Arts Studio Sound Dept.)                                                                   |
| Millors efectes especials | |
| - Stanley Kubrick per 2001: una odissea de l'espai - Hal Millar i J. McMillan Johnson per Estació polar Zebra | |
| Millor documental | Millor curtmetratge documental |
| - Journey into Self de Bill McGaw - A Few Notes on Our Food Problem de James Blue - The Legendary Champions de William Cayton - Other Voices de David H. Sawyer - Young Americans de Robert Cohn i Alex Grasshoff | - Why Man Creates de Saul Bass - The House That Ananda Built de Fali Bilimoria - The Revolving Door de Lee R. Bobker - A Space to Grow de Thomas P. Kelly Jr. - A Way Out of the Wilderness' de Dan E. Weisburd |
| Millor curtmetratge | Millor curtmetratge d'animació |
| - Robert Kennedy Remembered de Charles Guggenheim - De Düva: The Dove de George Coe, Sidney Davis i Anthony Lover - Pas de deux (National Film Board of Canada) - Prelude de John Astin | - Winnie the Pooh and the Blustery Day de Walt Disney - La maison de Jean-Jacques de Wolf Koenig i Jim Mackay - The Magic Pear Tree de Jimmy T. Murakami - Windy Dayde John Hubley i Faith Hubley |

## Premis Honorífics

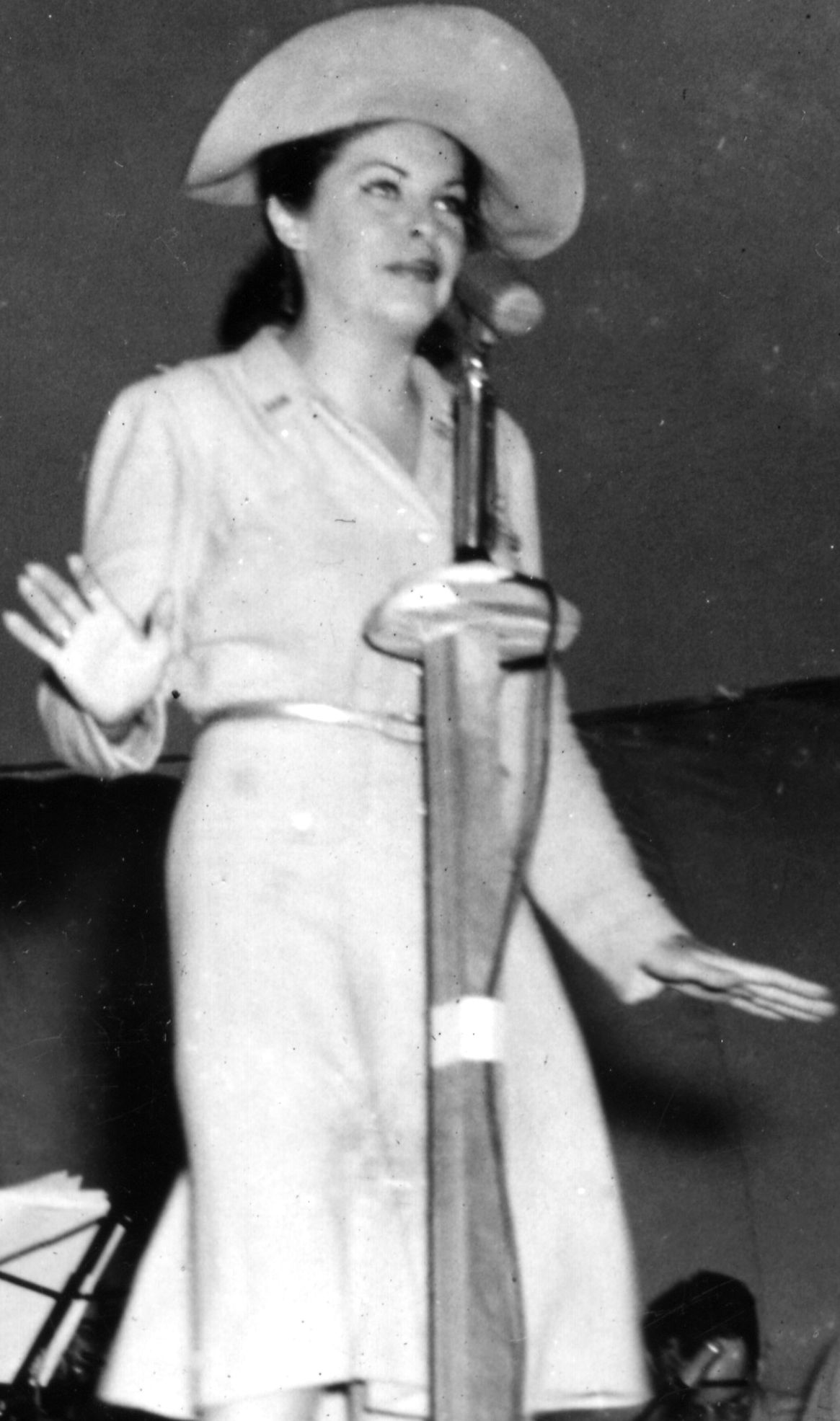
Martha Raye entretenint les tropes nord-americanes durant la Segona Guerra Mundial.

- John Chambers - pel seu destacat èxit pel maquillatge a El planeta dels simis. [estatueta]
- Onna White - pel seu èxit amb la coreografia d'Oliver!. [estatueta]

## Premi Humanitari Jean Hersholt
- Martha Raye

## Presentadors
- Ingrid Bergman: millor actriu i fotografia
- Ingrid Bergman, Diahann Carroll, Jane Fonda, Rosalind Russell i Natalie Wood: millor director
- Diahann Carroll: millors efectes visuals, documentals i premi honorífic a Onna White
- Tony Curtis: millor actriu secundària, curtmetratges i documentals
- Jane Fonda: millor pel·lícula de parla no anglesa, vestuari i curtmetratges
- Bob Hope: Premi Humanitari Jean Hersholt a Martha Raye
- Burt Lancaster: millor actor, efectes visuals i Premis Científics i Tècnics
- Mark Lester: premi honorífic a Onna White
- Henry Mancini i Marni Nixon: millor música - cançons o adaptació
- Walter Matthau: millor muntatge i pel·lícula de parla no anglesa
- Gregory Peck: millor música - no musical
- Pantera Rosa: millor curtmetratge d'animació
- Sidney Poitier: millor pel·lícula
- Don Rickles: millor guió original
- Rosalind Russell: millor música - no musical, so i guió adaptat
- Frank Sinatra: millor actor secundari, cançó original i guió original i adaptat
- Natalie Wood: millor direcció artística i Premis Científics i Tècnics

### Actuacions
- José Feliciano interpreta "The Windmills of Your Mind" de El cas de Thomas Crown
- Aretha Franklin interpreta "Funny Girl" de Funny Girl
- Abbey Lincoln interpreta "For the Love of Ivy" de For Love of Ivy
- Sidney Poitier, Ingrid Bergman, Paula Kelly, Burt Lancaster i La UCLA Band interpreten "Chitty Chitty Bang Bang" de Chitty Chitty Bang Bang
- Frank Sinatra interpreta "Star!" de Star!

## Múltiples nominacions i premis
| Les següents pel·lícules van rebre diverses nominacions: - 11 nominacions: Oliver! - 8 nominacions: Funny Girl - 7 nominacions: The Lion in Winter i Star! - 4 nominacions: 2001: una odissea de l'espai, Rachel, Rachel i Romeo and Juliet - 3 nominacions: Faces - 2 nominacions: La Battaglia di Algeri, Bullitt, El cas de Thomas Crown, L'estranya parella, Guerra i pau, The Heart Is a Lonely Hunter, Estació polar Zebra, La llavor del diable, El planeta dels simis, Els productors, Les sandàlies del pescador, The Subject Was Roses i La vall de l'arc iris | Les següents pel·lícules van rebre més d'un premi: - 6 premis: Oliver! (cinc competitius i un d'honorífic) - 3 premis: The Lion in the Winter - 2 premis: Romeo and Juliet |